# Championnat de Tunisie masculin de basket-ball de deuxième division
Le championnat de Tunisie de basket-ball de deuxième division (Nationale 1) est la deuxième division du championnat de Tunisie de basket-ball. En septembre 2020, le championnat est dénommé Nationale 1.

## Palmarès
- 1959 : Espérance sportive de Tunis
- 2010 : Tunis Air Club
- 2012 : ?
- 2013 : ?
- 2014 : Sfax railway sport
- 2015 : Dalia sportive de Grombalia
- 2016 : Stade gabésien
- 2017 : Espoir sportif tunisien
- 2018 : Club athlétique bizertin
- 2019 : Stade gabésien
- 2020 : Ezzahra Sports
- 2021 : Stade sportif sfaxien
- 2022 : Étoile sportive du Sahel
- 2023 : Étoile sportive goulettoise
- 2024 : Basket Club Mahdia
- 2025 : Stade nabeulien

## Bilan par club
| Club                        | Titres |
| --------------------------- | ------ |
| Stade gabésien              | 2      |
| Dalia sportive de Grombalia | 1      |
| Club athlétique bizertin    | 1      |
| Ezzahra Sports              | 1      |
| Sfax railway sport          | 1      |
| Stade sportif sfaxien       | 1      |
| Espérance sportive de Tunis | 1      |
| Espoir sportif tunisien     | 1      |
| Étoile sportive du Sahel    | 1      |
| Étoile sportive goulettoise | 1      |
| Tunis Air Club              | 1      |
| Basket Club Mahdia          | 1      |
| Stade nabeulien             | 1      |